# Single numer jeden w roku 1970 (USA)
Notowanie Billboard Hot 100 przedstawia najlepiej sprzedające się single w Stanach Zjednoczonych. Publikowane jest ono przez magazyn Billboard, a dane kompletowane są przez Nielsen SoundScan w oparciu o cotygodniowe wyniki sprzedaży cyfrowej oraz fizycznej singli, a także częstotliwość emitowania piosenek na antenach stacji radiowych.

## Historia notowania
| Data publikacji | Piosenka                                                        | Artysta                  |
| --------------- | --------------------------------------------------------------- | ------------------------ |
| 3 stycznia      | „Raindrops Keep Fallin' on My Head”                             | B.J. Thomas              |
| 10 stycznia     | „Raindrops Keep Fallin' on My Head”                             | B.J. Thomas              |
| 17 stycznia     | „Raindrops Keep Fallin' on My Head”                             | B.J. Thomas              |
| 24 stycznia     | „Raindrops Keep Fallin' on My Head”                             | B.J. Thomas              |
| 31 stycznia     | „I Want You Back”                                               | The Jackson 5            |
| 7 lutego        | „Venus”                                                         | Shocking Blue            |
| 14 lutego       | „Thank You (Falettinme Be Mice Elf Agin)”/"Everybody Is a Star” | Sly and the Family Stone |
| 21 lutego       | „Thank You (Falettinme Be Mice Elf Agin)”/"Everybody Is a Star” | Sly and the Family Stone |
| 28 lutego       | „Bridge over Troubled Water”                                    | Simon & Garfunkel        |
| 7 marca         | „Bridge over Troubled Water”                                    | Simon & Garfunkel        |
| 14 marca        | „Bridge over Troubled Water”                                    | Simon & Garfunkel        |
| 21 marca        | „Bridge over Troubled Water”                                    | Simon & Garfunkel        |
| 28 marca        | „Bridge over Troubled Water”                                    | Simon & Garfunkel        |
| 4 kwietnia      | „Bridge over Troubled Water”                                    | Simon & Garfunkel        |
| 11 kwietnia     | „Let It Be”                                                     | The Beatles              |
| 18 kwietnia     | „Let It Be”                                                     | The Beatles              |
| 25 kwietnia     | „ABC”                                                           | The Jackson 5            |
| 2 maja          | „ABC”                                                           | The Jackson 5            |
| 9 maja          | „American Woman”/"No Sugar Tonight”                             | The Guess Who            |
| 16 maja         | „American Woman"/"No Sugar Tonight”                             | The Guess Who            |
| 23 maja         | „American Woman"/"No Sugar Tonight”                             | The Guess Who            |
| 30 maja         | „Everything Is Beautiful”                                       | Ray Stevens              |
| 6 czerwca       | „Everything Is Beautiful”                                       | Ray Stevens              |
| 13 czerwca      | „The Long and Winding Road”/"For You Blue”                      | The Beatles              |
| 20 czerwca      | „The Long and Winding Road"/"For You Blue”                      | The Beatles              |
| 27 czerwca      | „The Love You Save”                                             | The Jackson 5            |
| 4 lipca         | „The Love You Save”                                             | The Jackson 5            |
| 11 lipca        | „Mama Told Me Not to Come”                                      | Three Dog Night          |
| 18 lipca        | „Mama Told Me Not to Come”                                      | Three Dog Night          |
| 25 lipca        | „(They Long to Be) Close to You”                                | The Carpenters           |
| 1 sierpnia      | „(They Long to Be) Close to You”                                | The Carpenters           |
| 8 sierpnia      | „(They Long to Be) Close to You”                                | The Carpenters           |
| 15 sierpnia     | „(They Long to Be) Close to You”                                | The Carpenters           |
| 22 sierpnia     | „Make It with You”                                              | Bread                    |
| 29 sierpnia     | „War”                                                           | Edwin Starr              |
| 5 września      | „War”                                                           | Edwin Starr              |
| 12 września     | „War”                                                           | Edwin Starr              |
| 19 września     | „Ain’t No Mountain High Enough”                                 | Diana Ross               |
| 26 września     | „Ain’t No Mountain High Enough”                                 | Diana Ross               |
| 3 października  | „Ain’t No Mountain High Enough”                                 | Diana Ross               |
| 10 października | „Cracklin' Rosie”                                               | Neil Diamond             |
| 17 października | „I’ll Be There”                                                 | The Jackson 5            |
| 24 października | „I’ll Be There”                                                 | The Jackson 5            |
| 31 października | „I’ll Be There”                                                 | The Jackson 5            |
| 7 listopada     | „I’ll Be There”                                                 | The Jackson 5            |
| 14 listopada    | „I’ll Be There”                                                 | The Jackson 5            |
| 21 listopada    | „I Think I Love You”                                            | The Partridge Family     |
| 28 listopada    | „I Think I Love You”                                            | The Partridge Family     |
| 5 grudnia       | „I Think I Love You”                                            | The Partridge Family     |
| 12 grudnia      | „The Tears of a Clown”                                          | The Miracles             |
| 19 grudnia      | „The Tears of a Clown”                                          | The Miracles             |
| 26 grudnia      | „My Sweet Lord”/"Isn't It a Pity”                               | George Harrison          |